# Penanjung Panjang Atas
Penanjung Panjang Atas is een bestuurslaag in het regentschap Kepahiang van de provincie Bengkulu, Indonesië. Penanjung Panjang Atas telt 927 inwoners (volkstelling 2010).